# ریدووو
ریدووو (به بلغاری: Ridovo) یک منطقهٔ مسکونی در بلغارستان است که در شهرستان کاردژالی واقع شده‌است.